# Nicholsina
Nicholsina è un genere di pesci marini appartenenti alla famiglia Scaridae.

## Distribuzione e habitat
Le tre specie vivono in tre areali separati: N. collettei nell'Atlantico orientale tropicale, N. usta nell'Atlantico occidentale tropicale e subtropicale e N. denticulata nel Pacifico orientale tropicale.
Sono pesci costieri tipici di fondi duri con ricca vegetazione algale.

## Descrizione
Hanno l'aspetto tipico degli Scaridae con corpo affusolato e denti fusi in un robusto "becco" impiegato per nutrirsi di alghe calcaree.
N. denticulata è la specie più grande raggiungendo i 32 cm.

## Biologia

### Alimentazione
Si nutrono di alghe incrostanti o filamentose.

## Tassonomia
Il genere comprende 3 specie:
- Nicholsina collettei
- Nicholsina denticulata
- Nicholsina usta